# Joseph Victor Widmann

Joseph Victor Widmann

Joseph Victor Widmann (in seinen Veröffentlichungen meist J. V. Widmann oder Josef Viktor Widmann; * 20. Februar 1842 in Nennowitz (Brněnské Ivanovice), heute Ortsteil von Brünn; † 6. November 1911 in Bern) war ein Schweizer Schriftsteller, Redaktor und Literaturkritiker.

## Leben und Werk

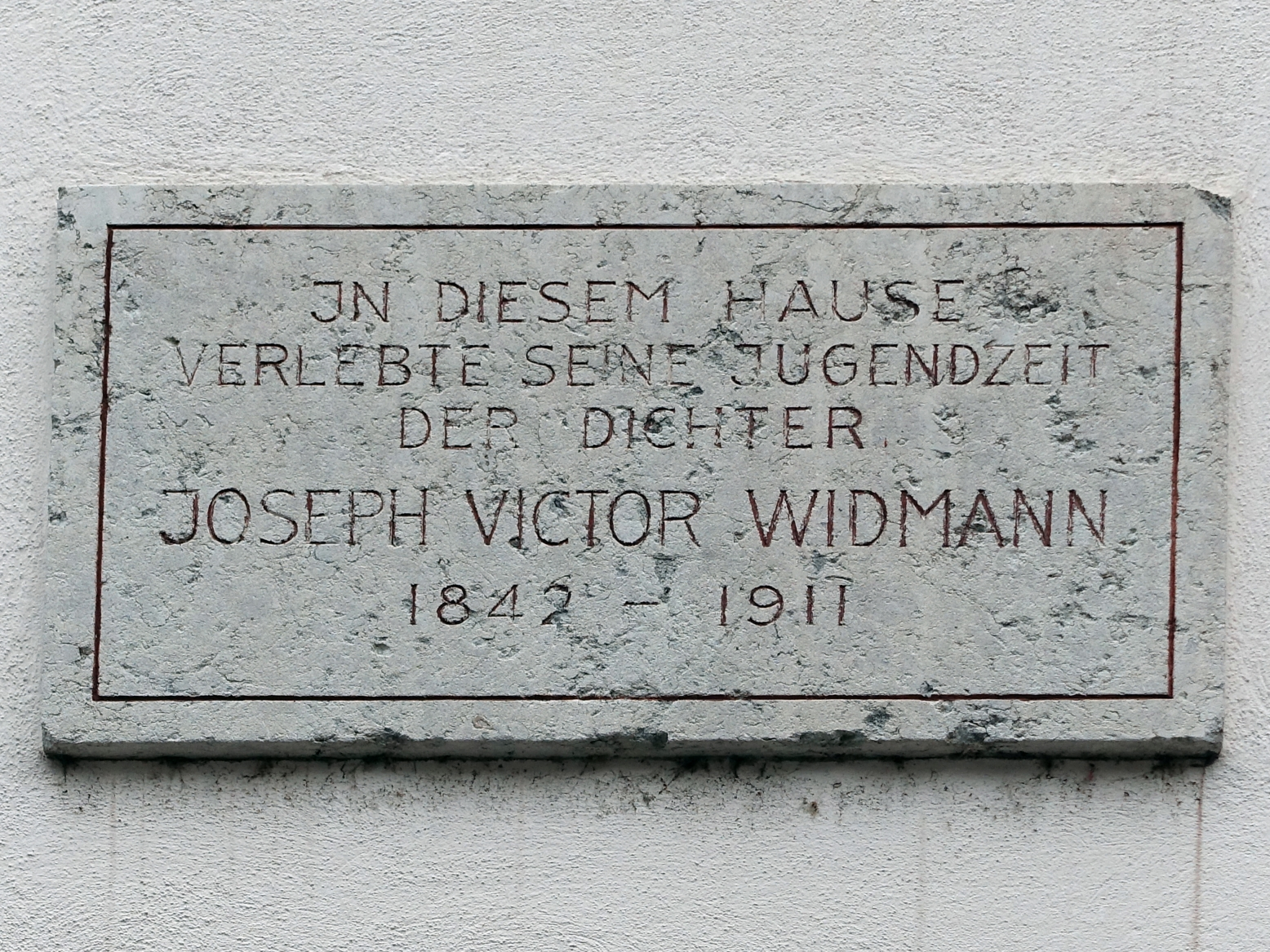
Gedenktafel am Wohnhaus Kanonengasse 1 in Liestal

Widmann verbrachte seine Kindheit und Jugend im Pfarrhaus von Liestal, wo sein Vater Joseph Otto Widmann, ein ehemaliger Zisterziensermönch aus dem Stift Heiligenkreuz, reformierter Stadtpfarrer war. Häufiger Gast im Pfarrhaus war Widmanns drei Jahre jüngerer Freund Carl Spitteler.
Nach dem Schulbesuch in Liestal und Basel studierte Widmann am Basler Pädagogium, wo Wilhelm Wackernagel sein Lehrer war, sowie auf Wunsch seines Vaters von 1862 bis 1865 evangelische Theologie und Philosophie in Heidelberg und Jena. 1865 heiratete er Carl Spittelers aus Winterthur stammende verwitwete Tante Sophie Brodbeck, geb. Ernst (1836–1911), die zwei Kinder mit in die Ehe brachte. 1868 wurde er Direktor der Berner Einwohner-Mädchenschule, 1880 jedoch – trotz seiner ausserordentlichen Beliebtheit bei Schülerinnen und Kollegen – seines Postens wieder enthoben bzw. nicht wiedergewählt, da seine Versepen Buddha und Moses und Zipora nach Ansicht der Behörden eine «zersetzende Weltanschauung» zum Ausdruck brachten. Ab 1880 bis zu seinem Lebensende war er Feuilleton-Redaktor bei der Berner Tageszeitung Der Bund.
Widmann erwarb in Bern das Haus auf der «Murihalde» von der Mutter der späteren Künstlerin und Schriftstellerin Bertha Züricher, die in der Berner Woche in Wort und Bild mehrmals über ihre Erinnerungen, die sie an Widmann hatte, berichtete.
Zu Lebzeiten war Widmann einer der einflussreichsten Literaturkritiker und -förderer der Schweiz. Er ermutigte Carl Spitteler zu seinem Weg als Schriftsteller, förderte Ida Bindschedler, entdeckte Ricarda Huch und Robert Walser, dem er zu ersten Veröffentlichungen verhalf, durchreiste ab 1874 mit Johannes Brahms Italien und korrespondierte mit Gottfried Keller, Theodor Fontane und vielen anderen.

«Nie habe ich einen Menschen gekannt, der so wie er gleich bei seinem Erscheinen rundumher Freude weckte und den Lebensmut erfrischte.»

«Indessen flößte mir seine edle Lebhaftigkeit sogleich das größte Vertrauen ein. Von Menschen, die zu bezaubern imstande sind, gehen Ermunterung und Ermutigung aus.»

«Sie haben die große Aufgabe, noch eine italienische Reise zu schreiben, vortrefflich gelöst und den Vogel vor vielen Neuern abgeschossen. Schon die Spaltung des Reisesubjekts in zwei Personen, die sich in Anschauungen und Urtheilen zu theilen haben, ist ein genialer Griff, wie das Ei des Columbus, und mit ebenso viel Anmuth als Weisheit durchgeführt, indem bei Müslin die extravagante Schrulle überall in den richtigen Schranken gehalten ist und der Humor dadurch um so feiner wirkt. Und so bringt denn, was die beiden Herren sehen und gustiren, trotz des bald seit Göthe abgelaufenen Jahrhunderts, noch so viel des Neuen, Nichtgesagten, Ueberraschenden, daß der Band der hesperischen Literatur künftig wol integriren wird.»

«Unter den schweizerischen Dichtern der Gegenwart ist außer Leuthold und Gottfried Keller keiner, der ihm die Palme streitig machen könnte; in der Beherrschung der Form steht selbst Gottfried Keller hinter ihm zurück.»

Widmanns kritische Besprechung von Nietzsches Jenseits von Gut und Böse im Bund gehörte zur frühesten Nietzsche-Rezeption und dürfte dem damals fast völlig unbekannten Philosophen einige Leser gewonnen haben; Nietzsche selbst fühlte sich darin allerdings zumindest teilweise missverstanden.

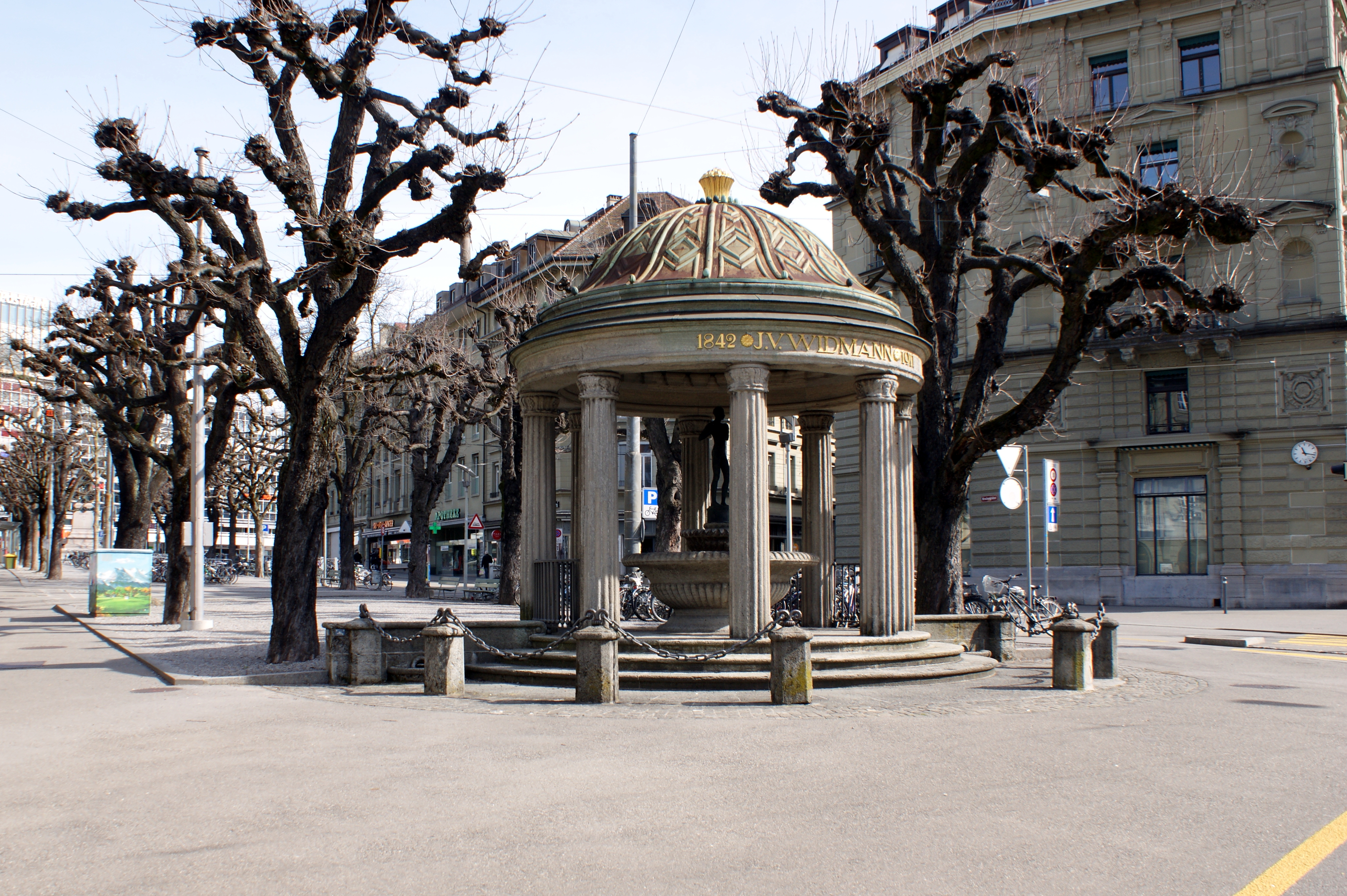
Widmann-Brunnen in Bern

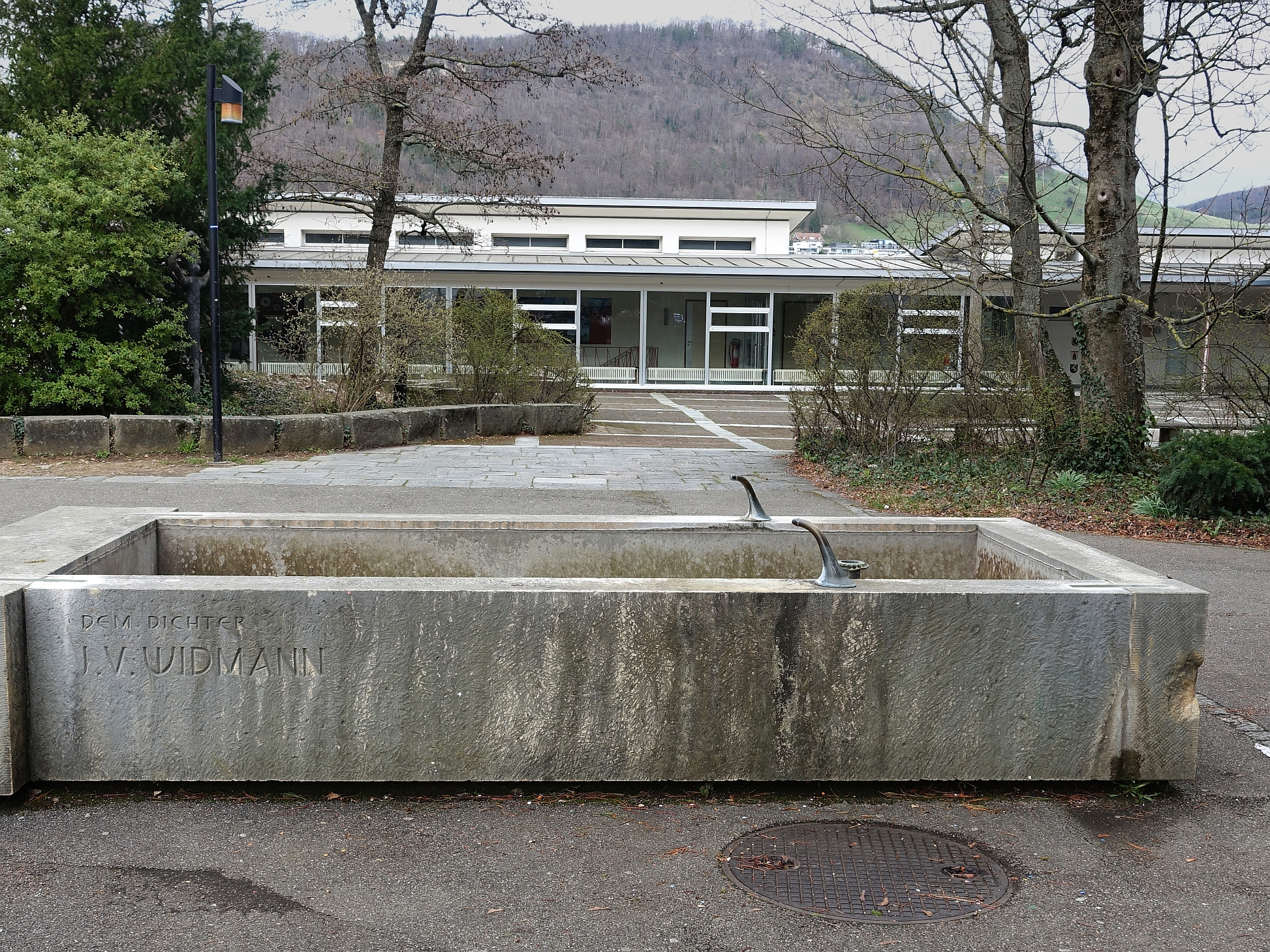
Widmann-Brunnen bei der Sekundarschule Burg in Liestal

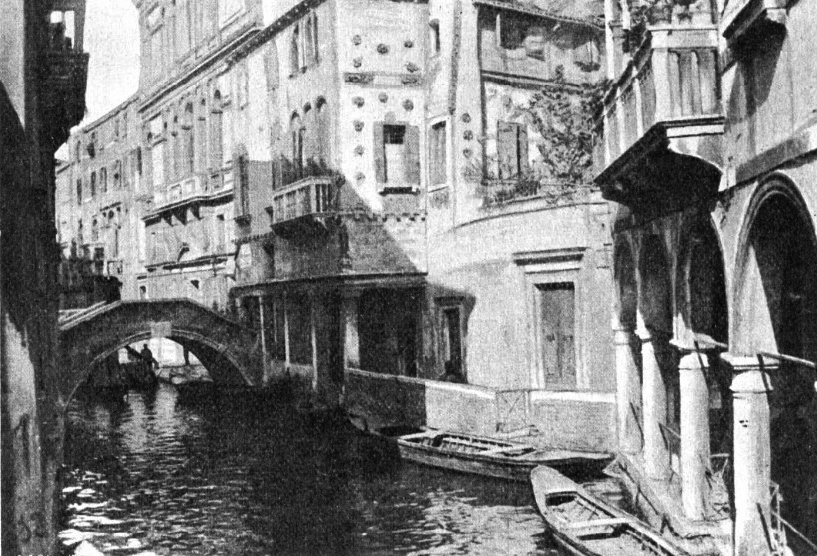
Ponte Widmann und Sotoportego Widmann in Venedig

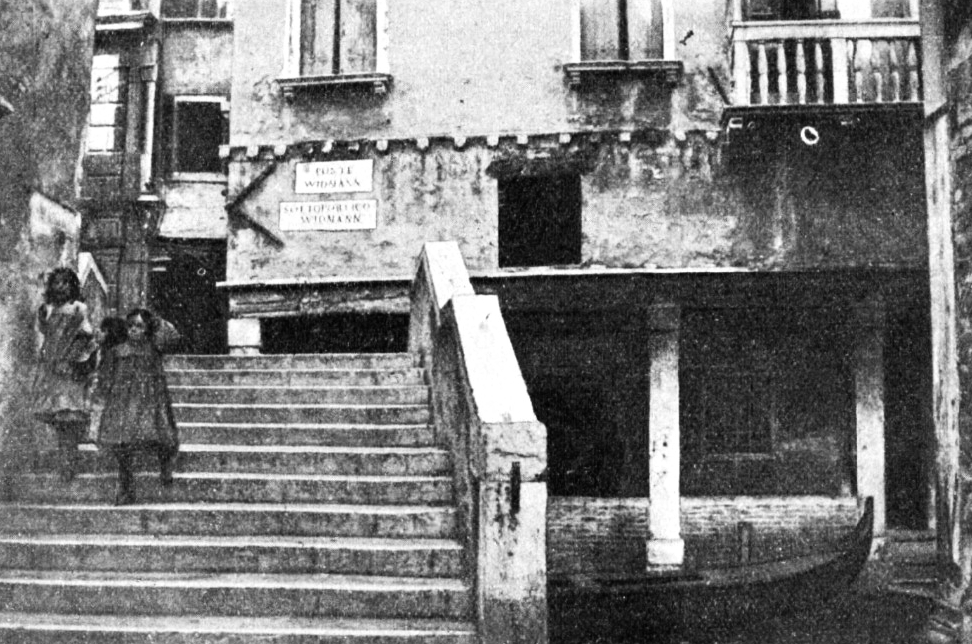
Ponte Widmann und Anfang des Sotoportego Widmann in Venedig (Blick von der Calle Larga Widmann)

Josef Viktor Widmann starb wenige Monate vor Vollendung seines 70. Lebensjahres; seine Ehefrau Sophie überlebte ihn nur um neunzehn Tage. Beide wurden in einem Ehrengrab der Stadt Bern auf dem Schosshaldenfriedhof unter dem Mammutbaum (Familiengräber, Sektion F1, Nr. 113) beigesetzt.

## Nachwirkung
Zum Gedenken an Widmann wurde 1914 in Bern am Südende des Hirschengrabens (gegenüber der damaligen Bund-Redaktion) der aus Spenden finanzierte Widmann-Brunnen errichtet, den seit 1923 die Bronzestatue Jüngling mit Blaudrossel von Hermann Haller ziert; 1986/87 wurde die gesamte Anlage aufwendig saniert. In Liestal wurde 1946 ein u. a. Widmann gewidmetes Dichtermuseum eröffnet. Zu Widmanns 50. Todestag wurde am 6. November 1961 auf dem Pausenhof der Sekundarschule Burg in Liestal der Widmann-Brunnen eingeweiht; ursprünglich war an einer Seite des Beckens ein Relief mit dem Titel Der Heilige und die Tiere angebracht. Nach J. V. Widmann benannte Strassen gibt es in Liestal und Thun. In Venedig gibt es eine Calle Larga Widmann, die in den Ponte Widmann (Widmann-Brücke) übergeht, auf dessen anderer Seite wiederum nach rechts in südliche Richtung der Sotoportego Widmann abzweigt. Widmanns Nachlass wird im Dichter- und Stadtmuseum Liestal und in der Burgerbibliothek Bern aufbewahrt.
Widmanns literarische Werke, zu denen Theaterstücke, Erzählungen, Versepen und Reisebeschreibungen gehören, sind heute weitgehend vergessen, werden jedoch allmählich wiederentdeckt.

«Mit Widmann geht einer der feinsinnigsten Poeten dahin, dessen Werke allerdings noch zu wenig ins Volk gedrungen sind. Er gehörte zu den Dichtern, die, nach einem Worte Lessings, mehr gelobt als gelesen werden.»

«Widmann war ein vorbildlicher Journalist; empfänglich, weltoffen, durch und durch gebildet, so daß er Anregung aus den Tagesvorgängen schöpfen und die wiederum mit höheren Gesichtspunkten verbinden konnte, witzig, launig, nicht zu leicht und nicht zu schwer, mehr anregend als belehrend, reich an Einfällen, bei aller Beweglichkeit in der Grundlage des Charakters fest. Darüber hinaus war er ein Dichter. Er hatte eine mir unverständliche Bewunderung für Spitteler, dem er soviel wie möglich die Wege bereitete und den er hoch über sich selbst stellte; dagegen glaube ich, daß er, nicht Spitteler, den eingeborenen Dichtergeist hatte, mag er sich immerhin auf beschränktem Gebiet geäußert haben. Ihm strömte die lyrische Ader, die Leier war sein eigen, die man der Poesie in die Hände gibt, wenn man sie figürlich darstellt.»

«Haltet ihn hoch und wert! Er hat euer Land geliebt, seine Berge, seine Freiheit. Er hat auch euch geliebt und vielleicht am meisten dann, wenn er als Fremdling fühlte, daß sein Wesen nicht in euerm Volkstum wurzelte, daß er berufen sei, das Bild eines freieren, höheren Menschentums vor euch aufzurichten. Und er hat trotz dieser Liebe euch nie geschmeichelt. Vergesst auch das nicht!»

## Nachkommen
Josef Viktor und Sophie Widmanns gemeinsame Kinder waren der Schriftsteller Max Widmann (1867–1946), Maria Clementine (1868–1965), der Maler Fritz Widmann (1869–1937) sowie die Malerin Johanna Viktoria Schäfer-Widmann (1871–1943). Sophie Widmann brachte zudem zwei Kinder mit in die Ehe: Mary Ellen Verena Brodbeck (1858–1943) und Leonie (1859–1946), eine der Initiantinnen des Verbands Schweizerischer Arbeiterinnenvereine.

## Auszeichnungen
- 1905: Bauernfeld-Preis
- 1909: Ehrengabe der Deutschen Schillerstiftung in Weimar in Höhe von 1000 Mark[40][41]
- «Sehr maßgebende Leute hatten vor»,[42] Widmann anlässlich seines 70. Geburtstages für den Nobelpreis vorzuschlagen, was infolge seines plötzlichen Todes jedoch unterbleiben musste.

## Werke

### Dramen und Libretti, Prosa, Versepen, Lyrik
- Der geraubte Schleier. Dramatisirtes Märchen nach Musäus. Gustav Lücke, Winterthur 1864 (Digitalisat bei Google Books)
- (anonym:) Erasmus von Rotterdam. Historisches Spiel aus der Reformationszeit.[43][44] Gustav Lücke, Winterthur 1865 (Digitalisat bei Google Books)
- Iphigenie in Delphi. Ein Schauspiel. Gustav Lücke, Winterthur 1865 (Digitalisat bei Google Books)
- Arnold von Brescia. Trauerspiel in fünf Aufzügen. Huber, Frauenfeld 1866 (Digitalisat bei Google Books)
- Orgetorix. Ein Trauerspiel. Dem schweizerischen Volke. Huber, Frauenfeld 1867 (Digitalisat im MDZ; PDF (17 MB) bei digitale-sammlungen.de)
- Buddha. Eine epische Dichtung in zwanzig Gesängen. Verlag der Dalp’schen Buch- und Kunsthandlung, Bern 1869 (Digitalisat im Internet Archive)
- (unter Pseudonym): Kalospinthechromokrene oder der Wunderbrunnen von Is. Ein «Ritt ins alte romantische Land» mit manchen Rösselsprüngen in die modernste Gegenwart. Ausgeführt als Epische Dichtung in zwölf Gesängen von Messer Lodovico Ariosto Helvetico. Versepos. Huber, Frauenfeld 1871 (Digitalisat bei Google Books)
- Das Festgedicht. Komödie in zwei Aufzügen. Stämpflische Buchdruckerei, Bern 1873 (Digitalisat bei Google Books)
- Einweihungs-Cantate für das neue Gebäude der Einwohnermädchenschule in Bern. Componirt von Gustav Weber. Genossenschafts-Buchdruckerei, Zürich 1873
- Moses und Zipora. Ein himmlisch-irdisches Idyll in zwölf Gesängen. Julius Springer, Berlin 1874 (Digitalisat bei Google Books)
- Der Widerspänstigen Zähmung. Komische Oper in vier Akten nach Shakespeare’s gleichnamigem Lustspiel frei bearbeitet von Joseph Viktor Widmann. Musik von Hermann Goetz. Leipzig [ca. 1875]; UA 1874 in Mannheim (Digitalisat bei MDZ, Klavierauszug im Internet Archive)
  - zweisprachiges Textbuch: Der Widerspänstigen Zähmung – The Taming of the Shrew. New York nach 1910 (Digitalisat im Internet Archive)
- Huldigung dem Genius der Töne. Cantate für Solostimmen, Männerchor und großes Orchester. Musik von Robert Emmerich, Op. 46. André, Offenbach, 1875
- Francesca von Rimini. Oper in drei Akten. Musik und Libretto (nach einem Entwurf von J. V. Widmann nach der Tragödie von Silvio Pellico) von Hermann Goetz (unvollendet, vervollständigt von Ernst Frank[45]). Uraufführung am 30. September 1877 in Mannheim[46] (Digitalisat des Librettos bei Google Books)
- An den Menschen ein Wohlgefallen. Pfarrhausidyll. Cäsar Schmidt, Zürich 1877 (Digitalisat bei e-rara.ch; Digitalisat bei Google Books; Digitalisat der 2., umgearbeiteten Auflage bei MDZ)
- Oenone. Trauerspiel in fünf Aufzügen. Cäsar Schmidt, Zürich 1879 (Digitalisat bei e-rara.ch)
- Die Königin des Ostens. Schauspiel in fünf Aufzügen. Cäsar Schmidt, Zürich 1880 (Digitalisat bei e-rara.ch)
- Rector Müslin’s Italiänische Reise. Cäsar Schmidt, Zürich 1881
  - Neuausgabe unter dem Titel Rektor Müslin in Italien. Basel/Leipzig 1924
  - Neuausgabe unter dem Titel Rektor Müslins italienische Reise. Roman in der Edition Wanderwerk, o. O. 2017 (Programmvorschau auf wanderwerk.ch)
- Aus dem Fasse der Danaiden. Zwölf Erzählungen. Zürich 1884 (Digitalisat bei Google Books)
  - daraus: Ein Doppelleben. In: Neuer Deutscher Novellenschatz. Band 14. Hrsg. von Paul Heyse und Ludwig Laistner. Oldenbourg, München/Leipzig 1886, S. 1–107 (Digitalisat im Internet Archive)
  - daraus: Rektor Müslins erste Liebe. In: Am häuslichen Herd. 4. Jg. (1900/01), Heft 4, S. 108–116 und Heft 5, S. 129–140
- Der Redacteur • Als Mädchen. Zwei spanische Novellen (= Reclams Universal-Bibliothek. Band 1926). Leipzig 1884
- Spaziergänge in den Alpen. Wanderstudien und Plaudereien (= Dreißig Blätter aus dem Tornister eines Fußreisenden • Frühlingstage am Südabhange der Alpen • Beiläufiges von einer Alpenwanderung • Spaßhaftes und Ernstes aus einem Graubündnerischen Badeorte • Von den Boulevards der Berner Alpen • Von Bern zu Fuß nach Chamounix und weiter). Huber, Frauenfeld 1885 (Digitalisat bei e-rara.ch)
  - veränderte und vermehrte Auflagen 1892 (neu aufgenommen: Die Matterhornbesteigung des Mr. Evertruth • In den Tessiner Alpen und am Orta-See), 1896, 1898 (neu aufgenommen: Am Eingang des Simmenthales), 1909, 1914, 1920
- Der Sturm. Musikalisches Märchen in drei Acten. Text nach Shakespeare’s Zauber-Lustspiel bearbeitet von J. V. Widmann. Musik von Ernst Frank. Hannover [1887] (Digitalisat bei MDZ)
- Das steinerne Herz. Romantische Oper in drei Acten. Text von J. V. Widmann frei bearbeitet nach einem Märchen von Hauff. Musik von Ignaz Brüll. Leipzig 1888; UA 1888 in Wien (Digitalisat bei MDZ)
- Die Patrizierin. Lebensbild aus der modernen Gesellschaft. Schmidt, Francke & Co, Bern 1888 (Digitalisat im Internet Archive)
- Jenseits des Gotthard. Menschen, Städte und Landschaften in Ober- und Mittel-Italien. Huber, Frauenfeld 1888 (Digitalisat im Internet Archive)
  - Zweite, vom Verfasser durchgesehene, vermehrte und veränderte Auflage ebd. 1897; darin aufgenommen: Italienische Kinder (S. 265–276); Der Turm von Bevano. Novelle. S. 277–318, erschienen unter dem Titel Der Thurm von Bevano. Eine Reiseerinnerung. In: Deutsche Rundschau. Band 88, Juli 1896, S. 6–29 (Digitalisat im Internet Archive)
- Manasse. Dramatisches Gedicht in 3 Scenen von Joseph Victor Widmann für Solostimmen, Chor und Orchester komponiert von Friedrich Hegar, op. 16 (Oratorium).[47][48] Leipzig/Zürich [1888] (Digitalisat (PDF; 27,4 kB) bei IMSLP)
- Manuel Venegas. Oper in einem Vorspiel und drei Akten. (Nach einer Novelle[49] von Alarcon.) Dichtung von Jos. V. Widmann. Musik von Richard Heuberger. Selbstverlag des Komponisten [Leipzig 1889] (Digitalisat bei MDZ)
- Caenis. Kantate für Männerchor, Altsolo und Orchester von Hans Huber, 1890[50]
- Gemüthliche Geschichten. Zwei Erzählungen aus einer schweizerischen Kleinstadt (= Die Rosenbrüder. Idyllische Erzählung aus den Flegeljahren mehrerer Kleinstädter • Die Löwen im Landstädtchen. Erzählung). Berlin 1890
  - Neuausgabe unter dem Titel Gemütliche Geschichten. Lüdin, Liestal 1917
- Touristennovellen (= Doktor Seyboldts Ferienreise • Der Held des Eiger • Die verkehrte Zeit von Mantua • Der Teufelssalat • Ein Wunder des heiligen Liszt • Das Stilleben • Herrn Quendels Goethesche Harzreise in den Odenwald). Stuttgart 1892
  - daraus: Der Held des Eiger. In: Deutsche Erzählungen aus der Schweiz (= «Klassikerbibliothek für die deutsche Jugend»). Neues Leben, Berlin 1956
  - daraus: Die verkehrte Zeit von Mantua (sowie Herbsttage in den Berner Alpen aus: Spaziergänge in den Alpen. Auflage 1892 ff.). Gute Schriften, Bern 1942
- Fürst und Sänger. Oper in einem Aufzug. Die Dichtung ist nach Idee und Plan des Komponisten in Versen ausgeführt von J. V. Widmann. Musik von Felix Mottl. Berlin [ca. 1893] (Digitalisat des Textbuches in der Badischen Landesbibliothek und der Partitur im Internet Archive)
- Jenseits von Gut und Böse. Schauspiel in drei Aufzügen. Cotta, Stuttgart 1893 (Digitalisat im Internet Archive)
- Die Schwestern. Oper in drei Aufzügen von J. V. Widmann. Musik von Franz Kessel. Erfurt [o. J.]; UA am 14. März 1895 in Trier[51] (Digitalisat des Textbuches in der Library of Congress)
- ’Bin, der Schwärmer. Idyll. Huber, Frauenfeld 1896; 3. Auflage: 1906 (Digitalisat im Internet Archive)
- Die Weltverbesserer[52] und andere Geschichten. Novellenbuch II. Verlag der literarischen Gesellschaft, Wien 1896
- Jung und Alt. Drei Dichtungen (= Der Zelter. 1891 • Die Königsbraut. Frei nach der Prosanovelle des Lionardo Bruni von Arezzo, 1511. 1894 • Ein greiser Paris. Dramatische Plauderei in einem Akt (nach einem Motiv aus Boccaccio’s Decamerone)). Neue, vermehrte Auflage. Liebeskind, Leipzig 1897 (Digitalisat im Internet Archive)
- Maikäfer-Komödie. Theaterstück in drei Handlungen mit einer Vorrede. Zeichnungen von Fritz Widmann. Huber, Frauenfeld 1897 (Digitalisat im Internet Archive; Volltext der Ausgabe von 1912 im Projekt Gutenberg-DE)
- Sommerwanderungen und Winterfahrten. Huber, Frauenfeld 1897 (Digitalisat im Internet Archive; Digitalisat der Universität Tübingen)
- Johannes Brahms in Erinnerungen. Gebrüder Paetel, Berlin 1898 (Digitalisat im Internet Archive)
  - Neuausgabe unter dem Titel Erinnerungen an Johannes Brahms bei Rotapfel, Zürich 1980, ISBN 3-85867-100-2
  - englisch: Recollections of Johannes Brahms by Albert Dietrich and J. V. Widmann. Translated by Dora E. Hecht. Charles Scribner’s Sons, New York 1899, S. 89–211 (Digitalisat im Internet Archive)
- Sizilien und andere Gegenden Italiens. Reisen mit Johannes Brahms. Huber, Frauenfeld 1898; 2., vom Verfasser durchgesehenen Auflage 1903 (Digitalisat im Internet Archive)
- Libretto zu Charons Nachen für Solisten, Chor und Orchester op. 3 von Volkmar Andreae, 1901
- Lysanders Mädchen[53] • Oenone. Moderne Antiken von J. V. Widmann. Huber, Frauenfeld 1901
- Die Muse des Aretin. Drama in vier Aufzügen. Huber, Frauenfeld 1902 (Digitalisat bei MDZ)
- Festakt zur Eröffnung des neuen Stadttheaters in Bern 1903. Bern 1903 (Digitalisat bei Google Books)
- Calabrien – Apulien. Und: Streifereien an den oberitalienischen Seen. Huber, Frauenfeld 1904
- Der Heilige und die Tiere. Schauspiel. Frauenfeld 1905 (Digitalisat der Ausgabe von 1911 im Internet Archive; Digitalisat der Ausgabe von 1919 bei MDZ)
- Aus dem andern Weltteil. Zwei Erzählungen. Basel 1906
- Du schöne Welt! Neue Fahrten und Wanderungen in der Schweiz und in Italien. Huber, Frauenfeld 1907
  - Neuausgabe unter dem Titel Du schöne Welt – Wanderungen und Reisen in Italien und der Schweiz in der Edition Wanderwerk, o. O. 2017 (Programmvorschau auf wanderwerk.ch)
- Moderne Antiken. Der Kopf des Crassus • Oenone • Lysanders Mädchen. Huber, Frauenfeld 1911

#### Postum erschienen (Auswahl)
- Gedichte. Huber, Frauenfeld 1912
- Ricarda Huch. Aufsätze über ihre Dichtungen. Insel-Verlag, Leipzig 1913 (16 S.)
- Der Tod des Herakles. Eine bisher unveröffentlichte Dichtung für Musik. Separatdruck 1913/1914 (Digitalisat im Internet Archive)
- Ein Doppelleben und andere Erzählungen (Inhalt: Ein Doppelleben • Als Mädchen • Rektor Müslins erste Liebe). Bern 1915
- Jugendeselei und andere Erzählungen. Francke, Bern 1915
- Der Gorilla und andere Erzählungen (Inhalt: Der Gorilla. Eine Pariser Künstlergeschichte • Die Pistolenprobe • Herr Bertram). Orell Füßli, Zürich 1917 (= Die stille Stunde. Sammlung Schweizerischer Dichtungen. Hrsg. von J. Bührer, Bd. 6)
- Doktor Wilds Hochzeitsreise. Erzählung. Basel 1923 (Digitalisat bei MDZ)
  - Neuausgabe: Edition Wanderwerk, o. O., 2017 (Programmvorschau auf wanderwerk.ch)
- Die Weltverbesserer. Historische Novelle. Huber, Frauenfeld 1923
- Der Diplomat im Landstädtchen und andere Erzählungen. Lüdin & Co., Liestal 1932
- Sieben Geschichten (Inhalt: Als Mädchen • Jugendeselei • Die Hasen von Turfflingen • Doktor Wilds Hochzeitsreise • «… ’s Pischtölele wolle probiere!» • Das Picknick • Donna Carmen). Mit einem Vorwort von Hans Bloesch. Huber, Frauenfeld 1942
- Die verkehrte Zeit von Mantua • Herbsttage in den Berner Alpen. Gute Schriften, Bern 1942
- Jugendeselei • Die Hasen von Turfflingen. Zwei Erzählungen. Alfred Scherz, Bern 1948
- Der Redakteur • Jugendeselei. Siebenberg-Verlag, Bad Wildungen 1949 (= Weltsprachen-Reihe; Der deutschen Reihe 1. Band)

### Feuilletons
- Max Widmann (Hrsg.): Ausgewählte Feuilletons. Huber, Frauenfeld 1913 (Digitalisat im Internet Archive)
- Jonas Fränkel (Hrsg.): Feuilletons. Bern/Stuttgart 1964
- Elisabeth Müller, Roland Schärer (Hrsg.): «Verehrte Leser, sagen Sie nicht: Nein!» Ausgewählte Texte. Cosmos, Muri bei Bern 1986, ISBN 3-305-00170-4
- Rudolf Käser, Elsbeth Pulver (Hrsg.): «Ein Journalist aus Temperament». Josef Viktor Widmann. Ausgewählte Feuilletons. Zytglogge, Gümligen 1992, ISBN 3-7296-0426-0

### Briefe
- Johannes Brahms: Briefe an Joseph Viktor Widmann, Ellen und Ferdinand Vetter, Adolf Schubring. Hrsg. von Max Kalbeck. Deutsche Brahms-Gesellschaft, Berlin 1915 (Digitalisat im Internet Archive)
- Max Widmann (Hrsg.): Liebesbriefe des jungen J. V. Widmann. Einführung von Carl Spitteler. Rhein-Verlag, Basel 1921
- Max Widmann (Hrsg.): Gottfried Keller und J. V. Widmann. Briefwechsel. Rhein-Verlag, Basel/Leipzig 1922; Auszüge auf den Gottfried-Keller-Seiten der Universität Zürich (Digitalisat im Internet Archive)
- Charlotte von Dach (Hrsg.): Josef Viktor Widmann. Briefwechsel mit Henriette Feuerbach und Ricarda Huch. Einführung von Max Rychner (letztere vollständig abgedruckt in: Schweizer Monatshefte. 44. Jg. (1964/65), S. 954–967; Digitalisat bei e-periodica.ch). Artemis, Zürich 1965 (Digitalisat im Internet Archive)
- Werner Stauffacher (Hrsg.): Carl Spitteler – Joseph Viktor Widmann. Briefwechsel. Haupt, Bern 1998, ISBN 3-258-05679-X

## Vertonte Gedichte
- Totenvolk. Lied für vierstimmigen Männerchor von Friedrich Hegar, Op. 17 (Aufnahme der Moravan Academic Singing Association auf YouTube)
- Dem Genius der Töne. Lied für Sopran, vierstimmigen Männerchor und Orchester von Hermann Mohr, Op. 34[54]
- Huldigung dem Genius der Töne. Kantate von Julius Rodenberg, Op. 82
- Schützenlied zum Eidgenössischen Bundesschiessen in Bern. Componirt von Carl Munzinger[55]
- Nordische Meerfahrt. Ein Wikingersang. Lied für Bariton, Männerchor und Orchester von Heinrich Hoffmann, Op. 113[56]

## Verfilmung
- Lysanders Mädchen TV-Film, Schweiz 1962, Regie: Ettore Cella[57]